# 喀拉尕什牧场
喀拉尕什牧场，是中华人民共和国新疆维吾尔自治区阿勒泰地区阿勒泰市下辖的一个乡镇级行政单位。

## 行政区划
喀拉尕什牧场下辖以下地区：
哈拉托别村、克什阔布村、托斯齐村、库尔什特村、克孜塔斯村、恰普汗塔斯村和阿克达拉村。